# ヌマミズキ科
ヌマミズキ科（ヌマミズキか、Nyssaceae）は、双子葉植物の科のひとつで、クロンキスト体系のように、しばしばミズキ科の一部とされる。2-5属10-20種がある。木本または草本、東南アジアと北米に隔離分布するが、日本に自生種はない。
ヌマミズキやハンカチノキ、カンレンボクを含む。

## 分類

### APG植物分類体系
APG植物分類体系ではヌマミズキ科を認め、キク類のミズキ目に入れた。
- 被子植物 Angiosperms
  - 真正双子葉植物 Core Eudicots
    - キク類 Asterids
      - ミズキ目 Cornales
        - ヌマミズキ科 Nyssaceae

ただし、APG植物分類体系2009年版（APG III）では、ミズキ科の一部としている。

### クロンキスト体系
クロンキスト体系ではミズキ科の一部とされ、ヌマミズキ科は存在しない。

### 新エングラー体系
新エングラー体系ではミズキ科に近縁の独立の科で、セリ目の中にある。ハンカチノキ (Davidia) は独立の科とする。
- 被子植物門 Angiospermae
  - 双子葉植物綱 Dicotyledoneae
    - 古生花被亜綱 Archichlamydae
      - セリ目 Umbelliflorae
        - ヌマミズキ科 Nyssaceae

## ヌマミズキ科の属と分布
- Nyssa ヌマミズキ属。北米と東アジアに合計7-10種ある。属名は水の妖精の名前から。
- Camptotheca 英語でhappy tree（幸せの木）と呼ばれる。中国に2種。
- Diplopanax 中国南部からヴェトナムに2種。
- Davidia 「ハンカチの木」または「幽霊の木」。四川省に1種。